# Elke Schmitter

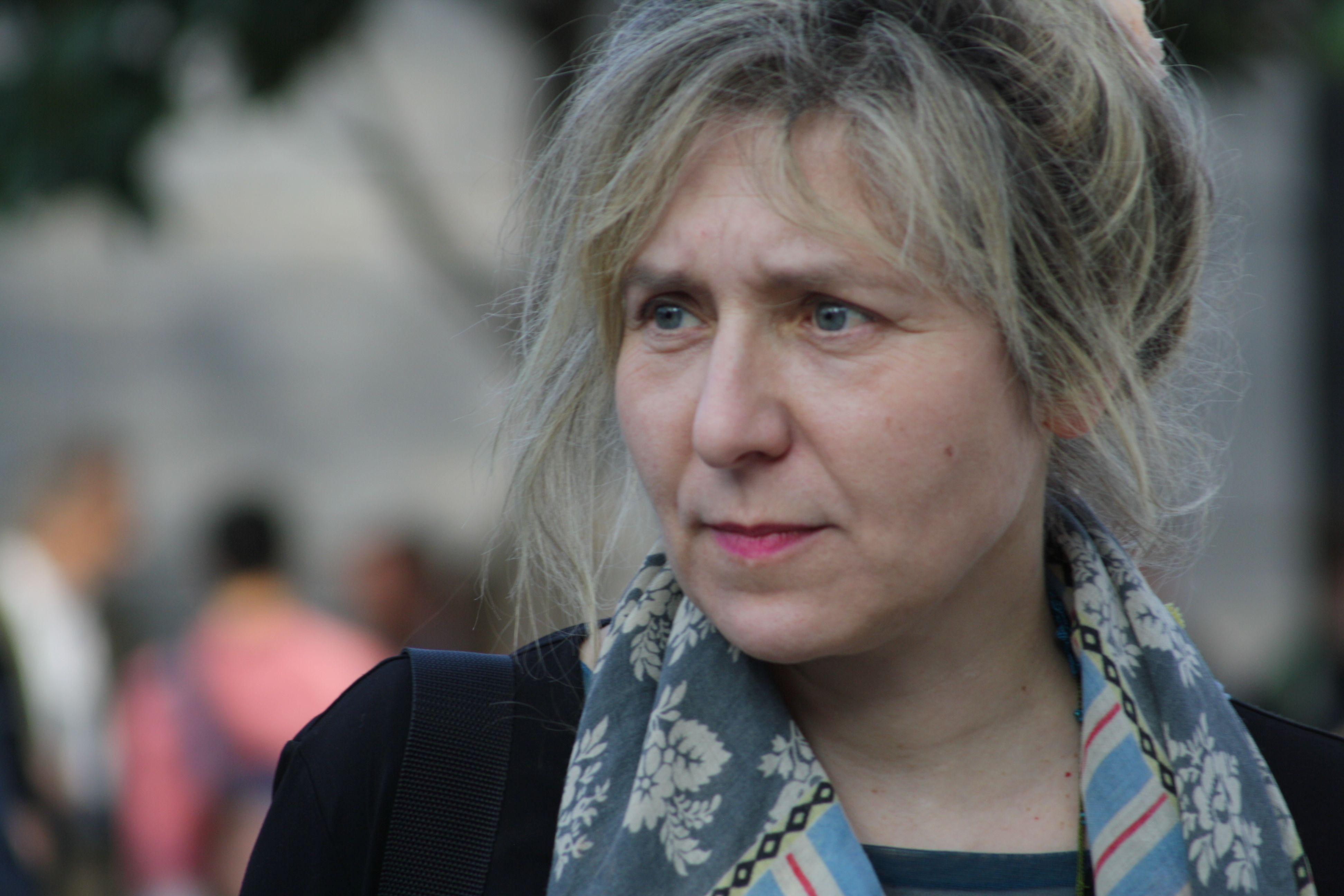
Elke Schmitter auf der Leipziger Buchmesse 2012

Elke Schmitter (* 25. Januar 1961 in Krefeld) ist eine deutsche Journalistin und Schriftstellerin.

## Leben
Elke Schmitter studierte nach dem Abitur Philosophie an der Hochschule für Philosophie München. 1984 schloss sie das Studium mit dem Magister ab und arbeitete drei Jahre im Lektorat des S. Fischer Verlags in Frankfurt am Main. Sie ist seither als Autorin und Journalistin tätig. Von 1992 bis 1994 war sie Chefredakteurin der Berliner Tageszeitung, anschließend freie Mitarbeiterin der Wochenzeitung Die Zeit und der Süddeutschen Zeitung. Von 2001 bis 2022 gehörte sie der Redaktion des Nachrichtenmagazins Der Spiegel an, dessen Kulturressort sie 2017 leitete.
Elke Schmitter veröffentlichte nach dem Gedichtband Windschatten im Konjunktiv (1982) einen Essayband zu Heinrich Heine unter dem Titel Und grüß mich nicht unter den Linden (1998). 2000 erschien mit Frau Sartoris eine Ehebruchgeschichte, die in mehr als 20 Sprachen übersetzt wurde, 2002 mit Leichte Verfehlungen eine Art Berliner Gesellschaftspanorama. Während sich der erste Roman erzählerisch stark am Vorbild der großen Romanciers des 19. Jahrhunderts wie Flaubert und Fontane orientiert, steht Leichte Verfehlungen in der Tradition des britischen Gesellschaftsromans. 2005 erschien der Gedichtband Kein Spaniel; im Jahr darauf Veras Tochter, eine postmoderne Fortsetzung von Frau Sartoris.
Im Herbst 2009 erschien eine Übersetzung ihrer Gedichte unter dem Titel Die Steine fragen mich nach dir in englischer und gälischer Übersetzung. Mit Verena Auffermann, Gunhild Kübler und Ursula März veröffentlichte Schmitter ebenfalls im Herbst 2009 Leidenschaften, eine „weibliche Literaturgeschichte“ in 99 Porträts. Mit Gabriele von Arnim, Christiane Grefe, Susanne Mayer und Evelyn Roll publizierte sie 2017 den Essayband Was tun – Demokratie versteht sich nicht von selbst.
Der Roman Alles, was ich über Liebe weiß, steht in diesem Buch (2024) erzählt von der Liebesbeziehung zwischen Helena und Levin, die beide bereits ein erfülltes Leben hinter sich haben. Das Werk befasst sich mit den Höhen und Tiefen der romantischen Liebe, die oft als illusionär, aber dennoch kraftvoll dargestellt wird. Helena sucht in der Liebe nach Antworten, die schon große Denker wie Freud, de Beauvoir und Illouz versucht haben zu entschlüsseln, während sie sich der Unberechenbarkeit von Sehnsucht und Verlangen ausliefert.
Unter dem Motto „ein wort gibt das andere“ kuratierte Elke Schmitter im November 2016 das forum:autoren auf dem Literaturfest München. 2018 war sie Visiting Author/Max-Kade-Professorin an der Vanderbilt University in Nashville, Tennessee. Bei der Gründung des PEN Berlin im Juni 2022 wurde Schmitter in das Board des neu gegründeten Verbands gewählt. Im Dezember 2024 beendete sie ihre Mitgliedschaft im PEN Berlin, nachdem eine umstrittene Petition dort Schriftsteller verteidigt hatte, die den Terrorangriff der Hamas auf Israel relativieren.

## Auszeichnungen
- 2000: Niederrheinischer Literaturpreis
- 2001 und 2018: Jahresstipendien des Deutschen Literaturfonds
- 2015: Der Verband deutschsprachiger Übersetzer literarischer und wissenschaftlicher Werke, VdÜ, überreichte ihr die Übersetzerbarke für besondere Verdienste um das literarische Übersetzen.

## Publikationen
- Windschatten im Konjunktiv. Gedichte. Machwerk, Siegen 1982, ISBN 3-922524-31-1.
- Und grüß mich nicht unter den Linden: Gedichte / Heinrich Heine. Kommentiert von Elke Schmitter. Hanser, München/Wien 1997, ISBN 3-446-18935-1.
- Frau Sartoris. Roman. Berlin-Verlag, Berlin 2000, ISBN 3-8270-0261-3.
- Leichte Verfehlungen. Roman. Berlin-Verlag, Berlin 2002, ISBN 3-8270-0455-1.
- Kein Spaniel. Gedichte. Berlin-Verlag, Berlin 2005, ISBN 3-8270-0603-1.
- Veras Tochter. Roman. Berlin-Verlag, Berlin 2006, ISBN 3-8270-0642-2.
- Leidenschaften: 99 Autorinnen der Weltliteratur. Zusammen mit Verena Auffermann, Gunhild Kübler, Ursula März. Essays. Bertelsmann, München 2009, ISBN 978-3-570-01048-8.
  - überarbeitete und erweiterte Neuausgabe: 100 Autorinnen in Porträts. Von Atwood bis Sappho, von Adichie bis Zeh. Piper, München 2021, ISBN 978-3-492-07086-7.
- Die Steine fragen mich nach Dir / the stones are asking about you / tá na clocha ag cur do thuairisce. Zusammen mit Hans-Christian Oeser und Gabriel Rosenstock. Gedichte in deutsch, englisch und schottisch-gälisch. Tá Coiscéim buioch, Dublin 2009, DNB 1001756797
- Ich, Kasimir – an Bord des Piratenschiffs. Bloomsbury, Berlin 2012, ISBN 978-3-8270-5368-8.
- Ich, Kasimir – an Bord des Piratenschiffs. Mit Bildern von Rotraut Susanne Berner. dtv, München 2015, ISBN 978-3-423-71634-5.
- Galerie der Namenlosen, 15 Fiktionen. Erzählungen deutschsprachiger Autoren über „unknown sitters“ aus der Gemäldegalerie Berlin. Herausgegeben mit Hanns Zischler. Alpheus Verlag, Berlin 2015, ISBN 978-3-9813184-49.
- Was tun – Demokratie versteht sich nicht von selbst. Essays. Mit Gabriele von Arnim, Christiane Grefe, Susanne Meyer, Evelyn Roll. Verlag Antje Kunstmann, München 2017, ISBN 978-3-95614-210-9.
- Inneres Wetter. Roman. Verlag C. H. Beck, München 2021, ISBN 978-3-40677429-4.
- Alles, was ich über Liebe weiß, steht in diesem Buch. Roman. Verlag C. H. Beck, München 2024, ISBN 978-3-406-82228-5.